# 北京未来科学城
40°07′06″N 116°28′34″E / 40.118343°N 116.476166°E

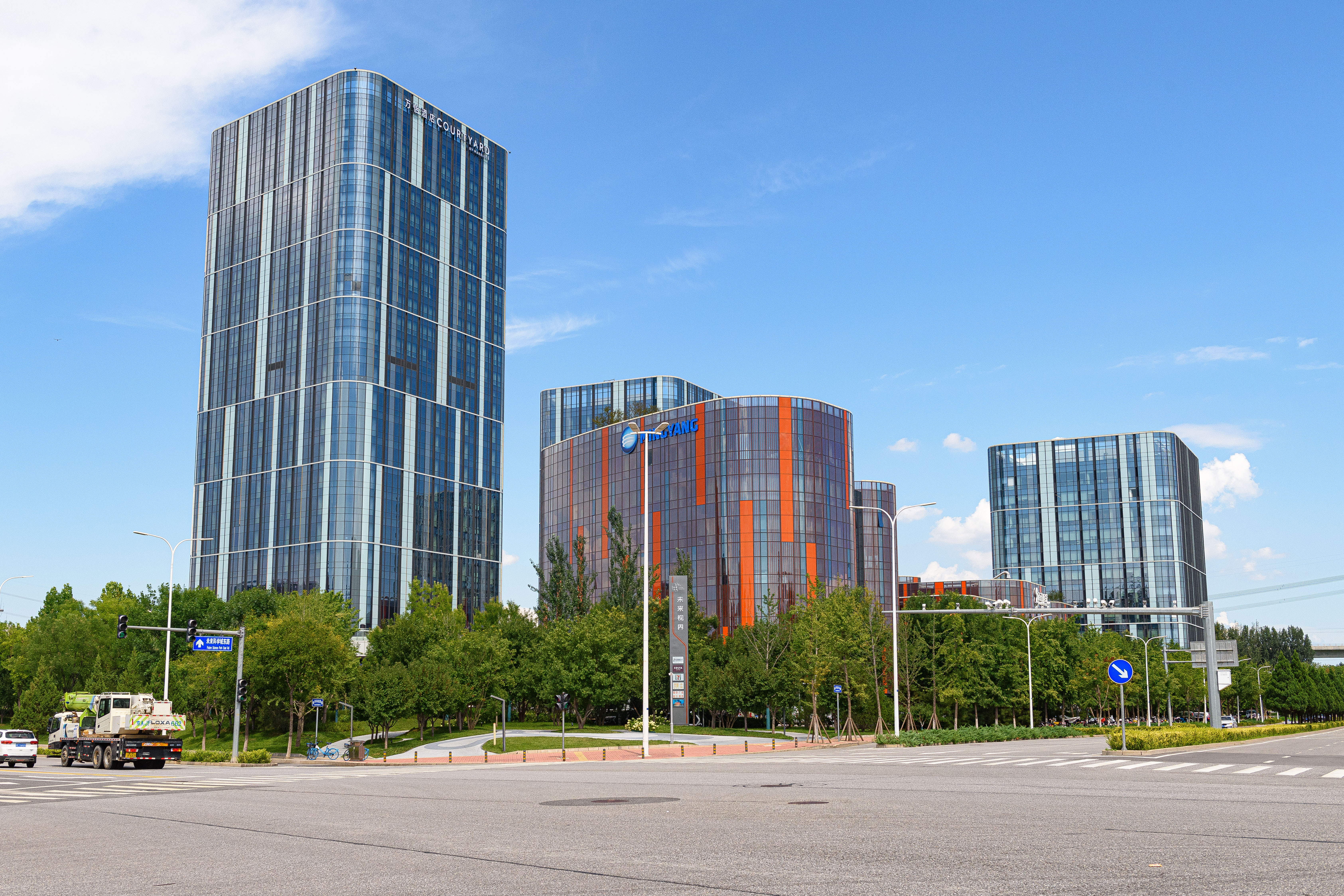
位于小汤山镇土沟村未来科学城北区的未来视界项目，最左侧为2023年10月17日开业的北京未来科学城萬怡酒店

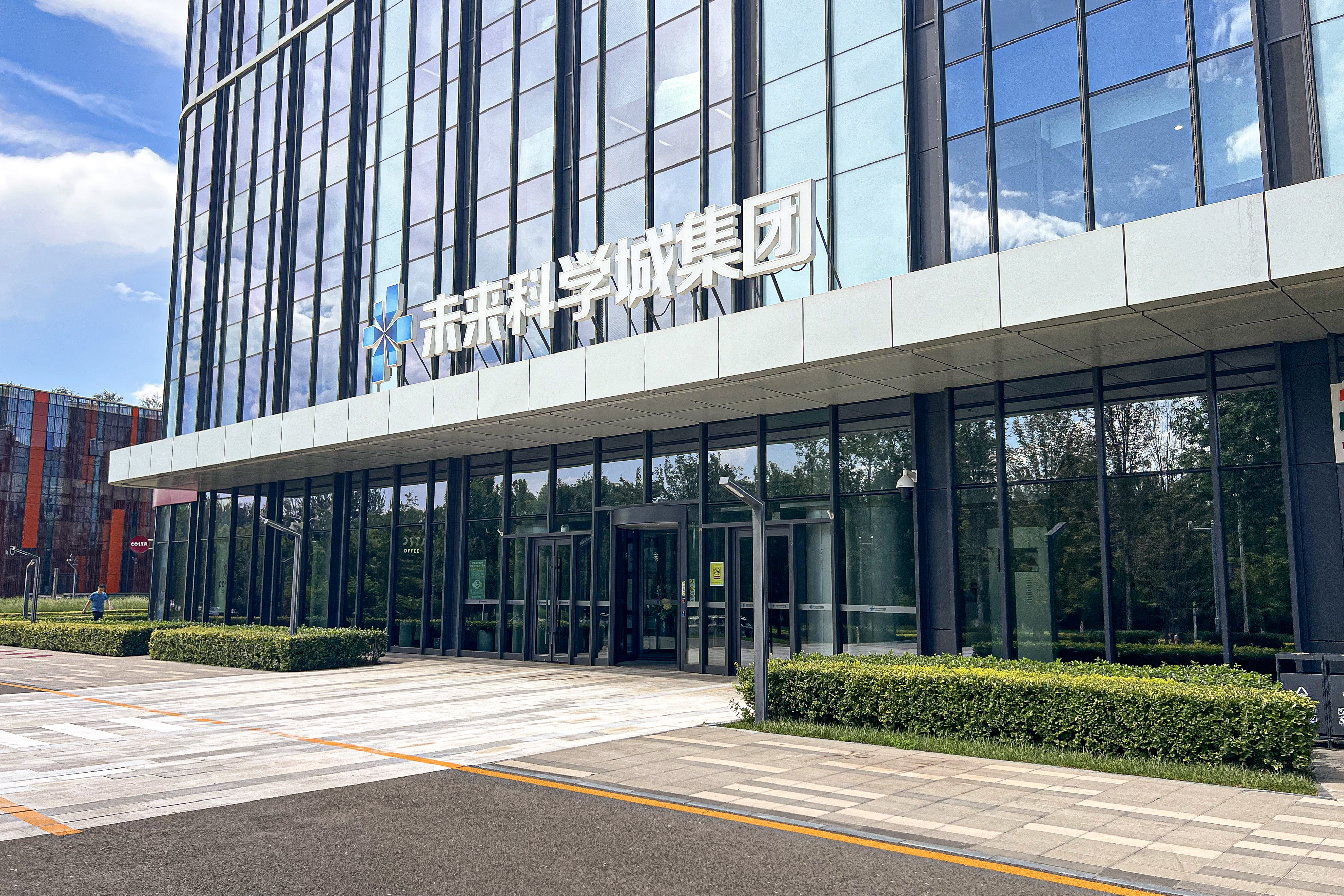
北京未来科学城发展集团有限公司

北京未来科学城位于北京市昌平区南部，是北京市建设全国科技创新中心的“三大科学城”之一。未来科学城的前身是未来科技城，是中共中央组织部和国务院国有资产监督管理委员会在全国各地建设的未来科技城之一；2017年，未来科技城更名并扩区，将北京科技商务区等纳入拓展区范围，从单一服务于中央企业转变为服务于多种不同科研机构。

## 位置和城市规划
未来科学城位于昌平区南部，范围为北至六环路、西至京新高速公路、南至回南北路、东至京承高速公路的范围，形状东西长南北窄，面积170.5平方公里。其中中部结合温榆河、沙河水库，以绿地为主，而建设区分布于东西两端。东区规划面积41.8平方公里，包括原未来科技城一期、二期，及北七家先进能源基地和北七家文化科技服务区等；西区规划面积61.4平方公里，包含沙河大学城、中关村生命科学园、工程技术创新园和科技服务产业园等。
原未来科技城位于北京北郊昌平区，六环路以内，天通苑东北方向。北至顺于路西延，东至京承高速公路和昌平－顺义区界，南至规划二十八路，西至北七家镇中心区东侧。总规划用地面积约10平方公里。总建设用地399.31公顷。温榆河穿过这一地区，将地块划分成南区和北区。北区规划用地面积2.79平方公里，南区4.41平方公里。

## 功能定位

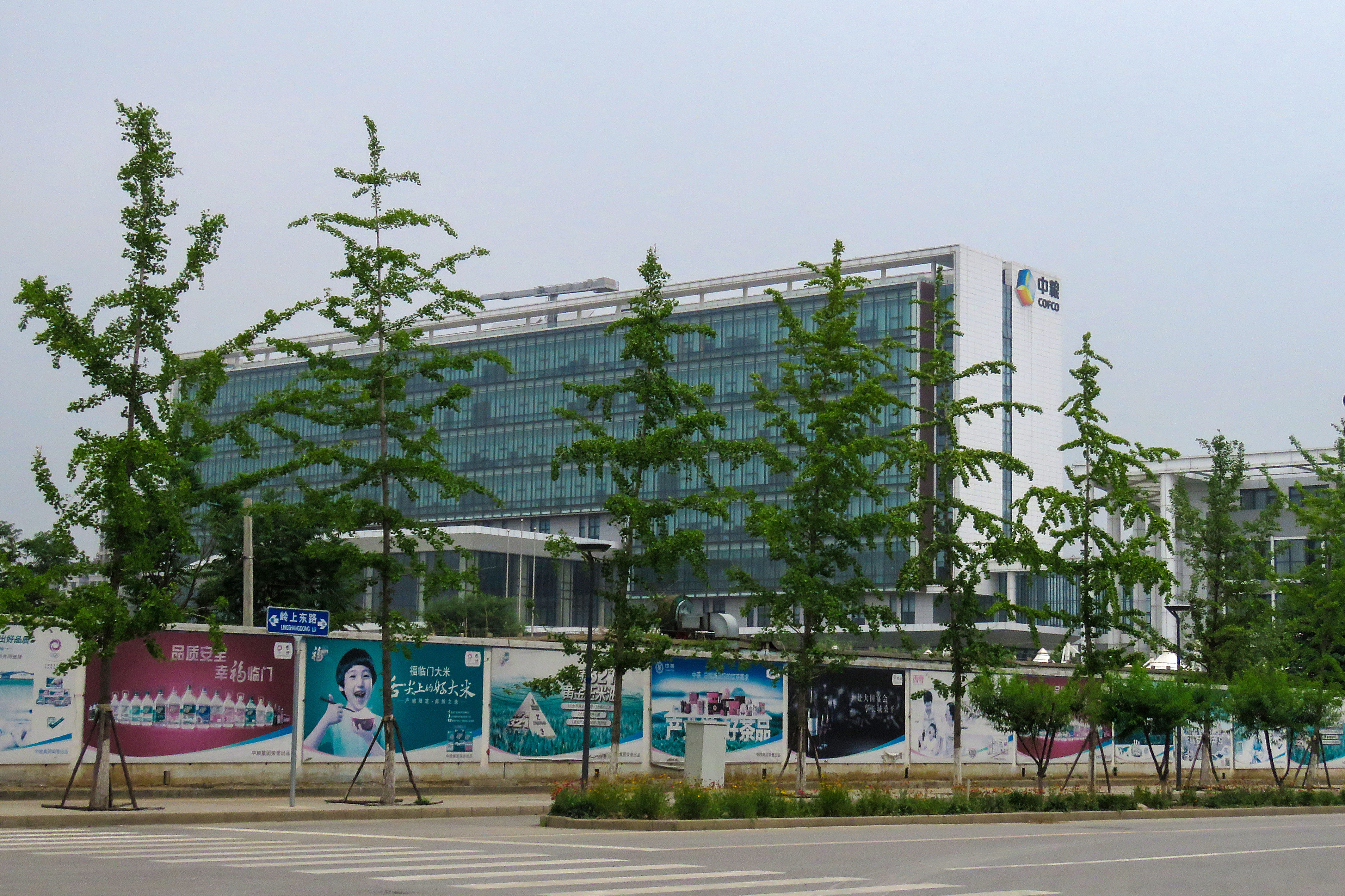
位于未来科学城南区的中粮营养健康研究院

与其他未来科技城一样，北京未来科技城是一个主要服务于中央企业的科研基地，目的是帮助央企吸引国际一流人才，为千人计划的配套设施。政府将其定位为“世界一流”，“引领我国应用科技发展方向”的园区。
截至2012年4月，共有15家央企进驻未来科技城，其中北区6家（神华集团、中国商飞、国家电网、中国国电、鞍钢集团、武钢集团），南区9家（中海油、华能集团、中粮集团、中国铝业、中国电子、中国电信、中国建材、兵装集团、国家核电）。

## 交通

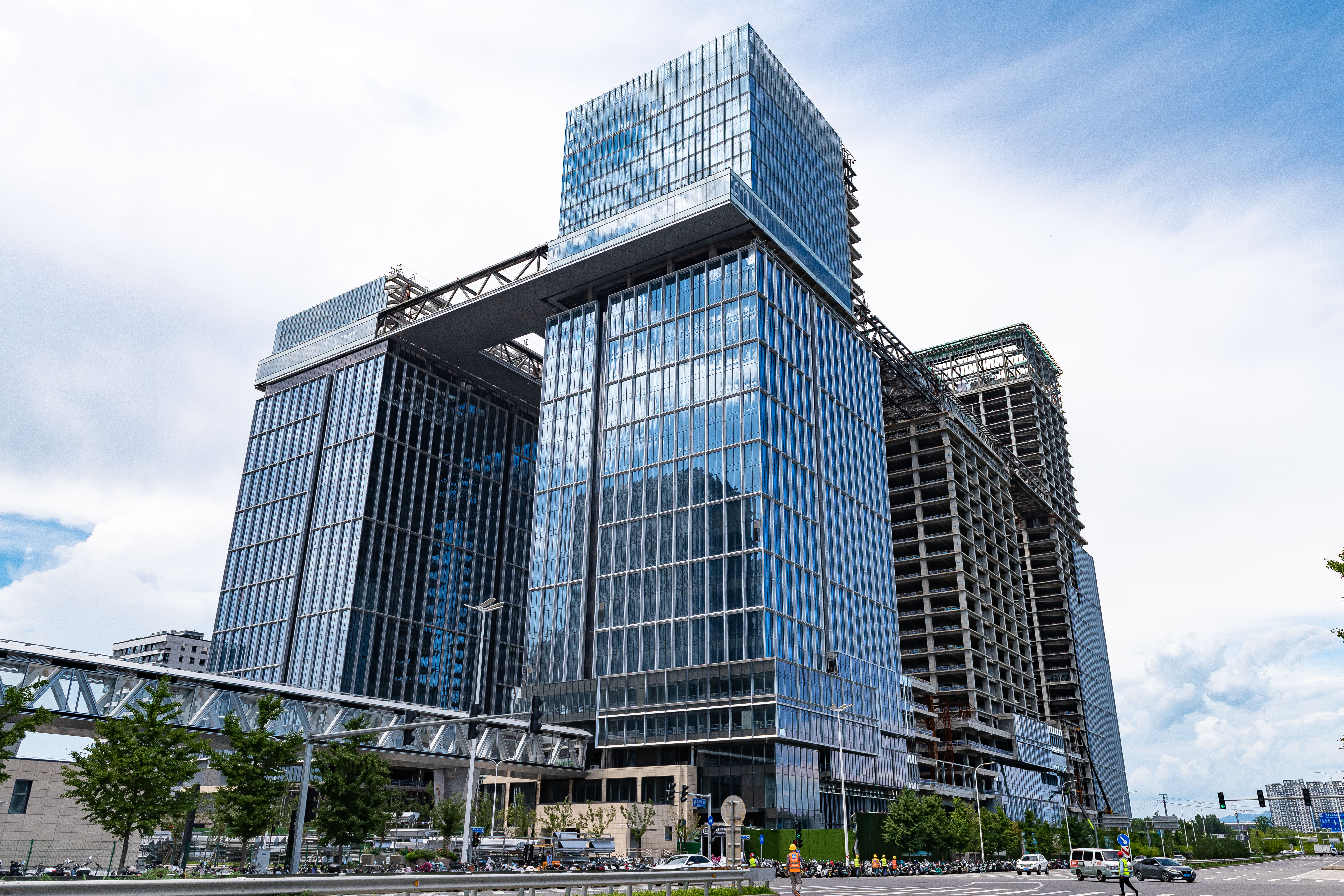
17号线未来科学城站上盖项目保利·未来大都汇工地（2024年8月）

道路交通方面，未来科学城东侧为京承高速公路，北侧有六环路，可通达北京市区、北京首都国际机场，以及各个郊区新城。轨道交通方面，北京地铁17号线在该区域设未来科学城北站（位于小汤山镇土沟村）及未来科学城站（位于北七家镇鲁疃村）。17号线从未来科学城出发，向南穿过北京城区到达亦庄新城。17号线北段已于2023年12月30日开通运营，尽管已经历了多次延期。